# Joanna Kurczewska
Joanna Maria Kurczewska, z d. Papierniak (ur. 15 sierpnia 1944 w Warszawie) – polska socjolożka, dr hab. nauk humanistycznych, profesor zwyczajna Instytutu Badań Interdyscyplinarnych „Artes Liberales” Uniwersytetu Warszawskiego i Instytutu Filozofii i Socjologii Polskiej Akademii Nauk.

## Życiorys
W 1969 ukończyła studia na Uniwersytecie Warszawskim. W 1976 obroniła w Instytucie Filozofii i Socjologii PAN pracę doktorską Problem narodu w polskiej socjologii przełomu XIX i XX stulecia. Analiza porównawcza wybranych koncepcji napisaną pod kierunkiem Barbary Skargi. W 1981 współpracowała z Ośrodkiem Prac Społeczno-Zawodowych przy Komisji Krajowej NSZZ „Solidarność. Od 1983 pracowała w IFiS PAN. W 1990 habilitowała się na podstawie oceny dorobku naukowego i pracy zatytułowanej Technokraci i świat społeczny /analiza idei technokratycznych/, a 12 czerwca 2002 nadano jej tytuł profesora w zakresie nauk humanistycznych.
Została zatrudniona na stanowisku profesora nadzwyczajnego w Instytucie Stosowanych Nauk Społecznych na Wydziale Stosowanych Nauk Społecznych i Resocjalizacji Uniwersytetu Warszawskiego, a otrzymała także nominację na profesora zwyczajnego Instytutu Badań Interdyscyplinarnych „Artes Liberales” na Uniwersytecie Warszawskim i Instytutu Filozofii i Socjologii Polskiej Akademii Nauk.
Jest członkinią korespondentką II Wydziału Historycznego i Filozoficznego Polskiej Akademii Umiejętności (od 2011), członkinią Towarzystwa Naukowego Warszawskiego (od 2009) i wiceprzewodniczącą Komisji Zagrożeń Cywilizacyjnych (Międzywydziałowe Komisje Interdyscyplinarne PAU) oraz członkinią Komitetu Socjologii PAN.
W 2007 została odznaczona Krzyżem Oficerskim Orderu Odrodzenia Polski
Jej mężem jest Jacek Kurczewski.

## Wybrane publikacje
- 2005: National Identities Vis-a-Vis Democracy and Catholicism. (The Polish Case after 1989)[1]
- 2008: Badacz wobec społeczności lokalnej[1]
- 2009: Wyciskanie Brukselki? O europeizacji społeczności lokalnych na pograniczach[1]